# 全印学生联合会
全印学生联合会（英語：All India Students Federation，缩写为AISF）是印度共产党的下属学生组织。该组织成立于1936年8月12日。该组织的主席是Syed Valihulla Kadhri，书记是Vishwajeet Kumar。该组织的口号是“学习和斗争”。该组织的总部位于德里。该组织是世界民主青年联盟的成员。2013年，该组织有5百万名成员。